# Croton menyhartii
Espèce
Croton menyhartii est une espèce de plantes à fleurs du genre Croton et de la famille Euphorbiaceae présente du sud de l'Éthiopie au KwaZulu-Natal en Afrique du Sud.
Il a pour synonymes :
- Argyrodendron bicolor, Klotzsch
- Croton kwebensis, N.E.Br., 1909